# Tommy Robredo
Pour les articles homonymes, voir Robredo.
Tommy Robredo Garcés, né le 1er mai 1982 à Hostalric (Catalogne), est un joueur de tennis espagnol, professionnel entre 1998 et 2022.
Il a remporté le Masters Series de Hambourg 2006, et celui de Monte-Carlo 2008 en double avec Rafael Nadal.

## Carrière

### 1998-2013

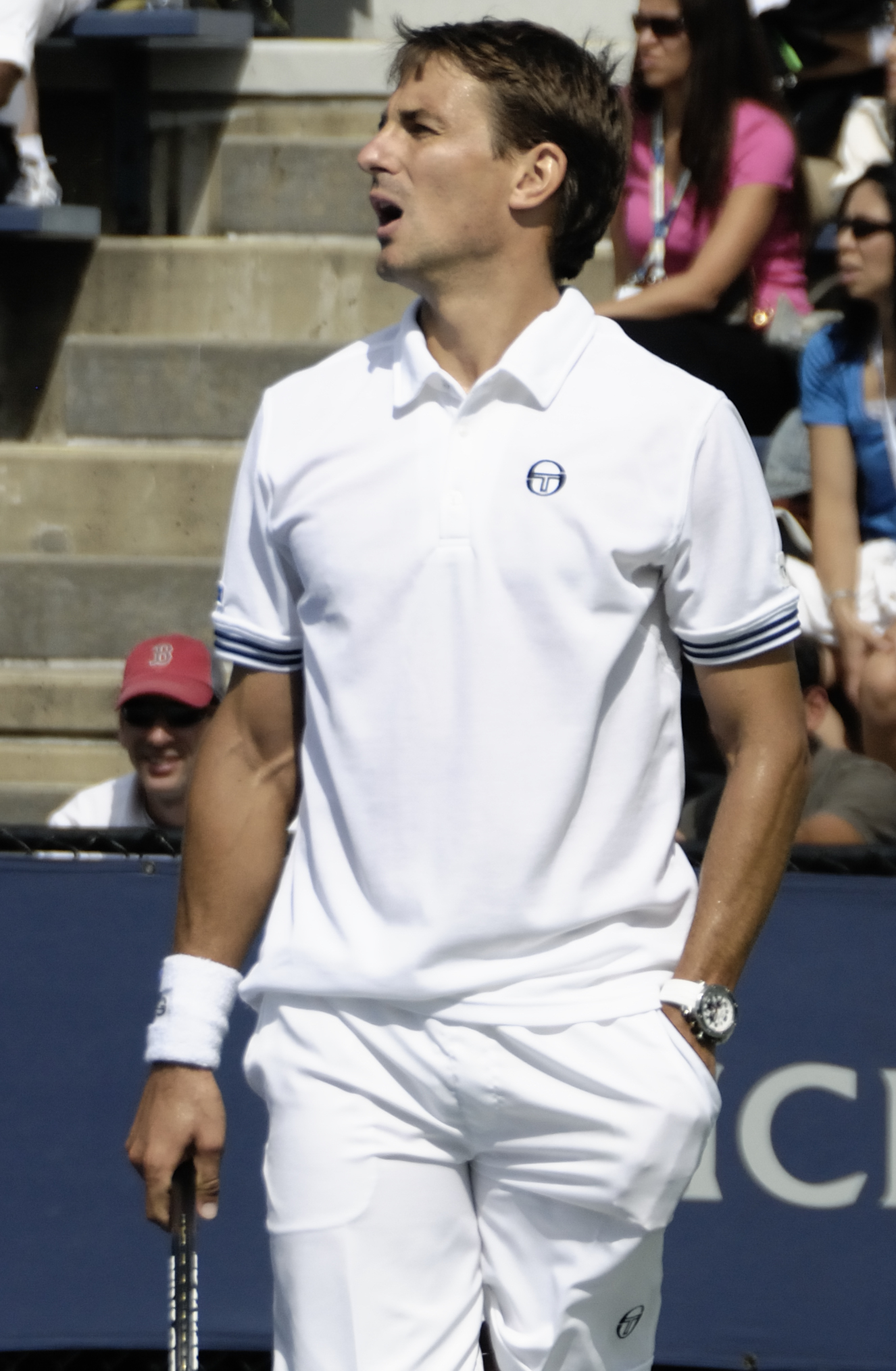
Tommy Robredo à Roland-Garros 2009.

Cinq fois quart de finaliste à Roland-Garros, Tommy Robredo a, en 2006, remporté le premier Masters Series de sa carrière sur la terre battue de Hambourg, en dominant les 128, 44, 38, 20, 13 et 16e mondiaux, respectivement Jiří Novák, Florent Serra, Paul-Henri Mathieu, David Ferrer, Mario Ančić et Radek Štěpánek en finale 6-1, 6-3, 6-3. Cette même année, Tommy Robredo remporte également le tournoi de Båstad en Suède en dominant Nikolay Davydenko 6-2, 6-1 en finale. Il finit l'année en tant que 7e joueur mondial, ce qui lui permet de disputer le Masters en novembre. Malgré de belles batailles contre Nikolay Davydenko et Rafael Nadal et une victoire sur James Blake, il ne parvient pas à se qualifier pour les demi-finales.
Sa saison 2007 est tout aussi brillante avec un quart de finale en Australie (battu par Roger Federer), et à Roland-Garros (battu par Roger Federer). Il remporte ensuite son premier tournoi sur dur à Metz en dominant Andy Murray : 0-6, 6-2, 6-3. Il rate de peu sa qualification pour le Masters et finit l'année dixième mondial.
La saison 2008 est nettement moins réussie. En dépit d'un excellent parcours à l'US Open, battu en cinq sets accrochés par Novak Djokovic en huitième de finale, une finale à Varsovie (battu par Nikolay Davydenko) puis une victoire à Båstad contre Tomáš Berdych, Robredo a souffert d'un manque de résultats, notamment sur dur. Il a néanmoins battu deux membres du top 10 (Nikolay Davydenko et David Ferrer), ce qui ne lui était pas arrivé depuis 2006. Robredo, bien qu'élevé sur dur, est un pur terrien. Son jeu est complet même s'il ne possède pas de coup déterminant. Ce qui l'incite à jouer en contre, le plus souvent de fond de court. Sa grande résistance physique, son goût du combat et sa rapidité lui permettent de briller. Mais il reste souvent démuni devant les gros attaquants de sa génération, en témoignent ses défaites successives devant Rafael Nadal (0/6), Roger Federer (0/10), et Andy Roddick (0/11), qu'il n'a jamais battus sur le circuit professionnel. Malgré un très bon coup droit et un beau revers à une main, qui lui permettent de briller, notamment sur terre battue, Tommy Robredo reste un relatif inconnu du public espagnol car il est éclipsé par les résultats de son compatriote Rafael Nadal, sa très grande discrétion et le peu d'intérêt que lui consacrent les médias.
En février 2009, il remporte son huitième titre en simple et son troisième en double à Costa do Sauipe face à Thomaz Bellucci et avec Marcel Granollers. Deux semaines plus tard, il participe au tournoi de Buenos Aires, où il parvient une fois de plus à se hisser en finale et à signer dans la foulée son neuvième succès en simple sur le circuit de l'ATP en battant l'Argentin Juan Mónaco : 7-5, 2-6, 7-6. Il s'agit certainement de sa meilleure saison en Grand Chelem, atteignant un troisième tour, deux huitièmes et un quart.
2010 est par contre l'une de ses pires saisons. Blessé au dos, il ne peut effectuer la saison sur terre et disparaît pour la première fois de sa carrière au premier tour de Roland-Garros. À part un quart de finale à Indian Wells ainsi qu'à Metz, une demi-finale à Båstad et un huitième à l'US Open, il n'a pas réussi son retour et déclare même forfait à Valence puis à Paris-Bercy. Il redescend ainsi à la 51e place mondiale.
Son début 2011 est très encourageant avec un 1/8 à l'Open d'Australie et le titre à Santiago du Chili puis un quart à Indian Wells où il déclare forfait. Ensuite à Monte-Carlo il bat Fernando Verdasco no 8 mondial mais doit abandonner lors du tour suivant, il ne revient que pour Wimbledon où il échoue dès le premier tour. En juillet, il abandonne au premier tour du tournoi de Båstad et déclare forfait au deuxième tour d'Umag, en septembre il échoue de nouveau au premier tour à Bucarest et à Vienne en octobre.
Il ne revient qu'en juin 2012 après une opération de l'adducteur de la jambe gauche. Il remporte coup sur coup deux tournois Challenger en Italie puis atteint deux finales de Challenger en septembre.
Désormais proche du top 100, il enchaîne en 2013 les tournois du circuit principal avec de bons résultats, 1/2 à Buenos Aires puis victoire à Casablanca 12 ans après une première finale perdue. Quart à l'ATP 500 de Barcelone où il bat à l'occasion le no 6 mondial Tomáš Berdych. À Roland-Garros il réalise une performance historique qui le remet sur le devant de la scène. Tête de série no 32, il remporte trois matchs de suite en remontant un handicap de 2 sets à 0. Au second tour, il écarte ainsi Igor Sijsling (6-7, 4-6, 6-3, 6-1, 6-1) avant de défaire Gaël Monfils au troisième tour (2-6, 6-7, 6-2, 7-6, 6-2). Mené 3-5 dans le quatrième set, Robredo sauve des balles de match avant de s'imposer. En 1/8 de finale, il boucle son triptyque en battant la tête de série no 11 Nicolás Almagro (6-7, 3-6, 6-4, 6-4, 6-4). Dans les trois derniers sets, Robredo remonte un break de retard. Ainsi il est mené 1-4 dans le troisième, double-break, 2-4 dans le quatrième puis enfin 3-4 break dans le cinquième avant donc de s'imposer et fondre en larmes sur le court. Son rêve se termine en 1/4 de finale face à David Ferrer contre qui il perd largement (2-6, 1-6, 1-6). L'Espagnol confirme derrière avec un troisième tour à Wimbledon où il perd contre Andy Murray. Il remporte ensuite le tournoi d'Umag en battant nettement en finale Fabio Fognini (6-0, 6-3). Après un troisième tour à Cincinnati où il élimine Stanislas Wawrinka, Robredo se présente à l'US Open où il réalise l'exploit en 1/8 de battre Roger Federer (7-6, 6-3, 6-4), sa seule victoire contre le Suisse en carrière. Il est ensuite balayé par Rafael Nadal en 1/4 (0-6, 2-6, 2-6). Il termine cette saison à la 18e place mondiale.

### 2014

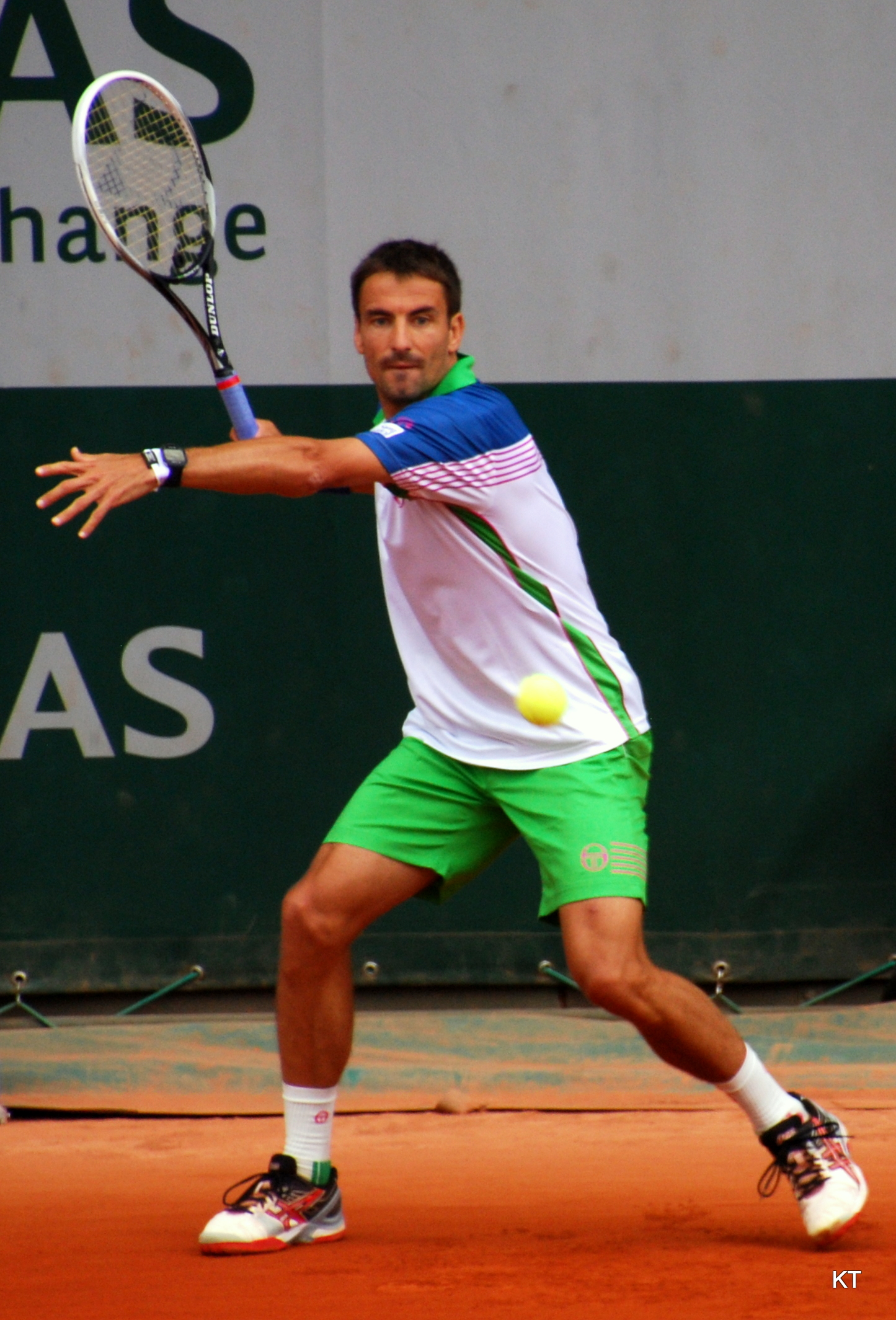
Tommy Robredo à Roland-Garros 2014.

Sa saison de 2014 est de bonne facture et confirme son retour parmi les meilleurs joueurs mondiaux. Dans les différents tournois du Grand Chelem, il réalise de belles performances. À l'Open d'Australie il atteint les huitièmes de finale où il est sorti par le futur vainqueur Stanislas Wawrinka lors d'une rencontre accrochée qui voit s'imposer le Suisse (6-3, 7-6, 7-6). À Roland-Garros, il est stoppé dès le troisième tour par l'Américain John Isner au terme d'un match frustrant où l'Américain a servi le plomb (7-6, 7-6, 6-7, 7-5). À Wimbledon, Robredo réalise un beau tournoi sur une surface où il n'est pourtant pas à l'aise. Au troisième tour, il sort le demi-finaliste de l'année précédente, le Polonais Jerzy Janowicz, après un match extrêmement serré (6-2, 6-4, 6-7, 4-6, 6-3). Il est stoppé en huitièmes de finale par le futur finaliste, 7 fois vainqueur sur le gazon Londonien Roger Federer (6-1, 6-4, 6-4). À l'US Open il atteint de nouveau les huitièmes, en sortant au passage Simone Bolelli alors qu'il était mené deux sets à zéro (5-7, 6-7, 6-4, 6-3, 6-2). Il est éliminé encore par Wawrinka au bout d'un match à nouveau serré où Robredo a manqué des opportunités dans les premier et troisième sets (7-5, 4-6, 7-6, 6-2).
Sur le reste de la saison, son principal fait d'armes reste sa victoire face au numéro 1 mondial Novak Djokovic au Masters 1000 de Cincinnati (7-6, 7-5). Lors de la saison, il a atteint par trois fois la finale d'un tournoi sans jamais pour autant réussir à s'imposer. Au tournoi d'Umag il est défait par Pablo Cuevas en deux sets (6-3, 6-4). À Shenzhen, il est battu en 2 heures 30 par Andy Murray (5-7, 7-6, 6-1) après avoir eu cinq balles de match dans le tie-break du deuxième set. Robredo retrouve à nouveau Andy Murray en finale, chez lui en Espagne lors de l'ATP 500 de Valence. Au bout d'un match épique où les deux joueurs exténués ont offert un spectacle monumental, Robredo s'incline une nouvelle fois (3-6, 7-6, 7-6) après de nombreux rebondissements et encore 5 balles de match sauvées par le Britannique, deux dans le tie break du deuxième set puis trois autres dans celui du dernier set. Une performance de haut vol de la part des deux joueurs qui reste comme l'une des plus belles de cette saison et le plus long match en deux sets gagnants de l'année (3 heures 20 minutes). Après un long rallye sur l'ultime balle de match Robredo exténué accoude ses bras au filets et félicite Murray par deux doigts d'honneurs comme pour signifier les deux finales perdues de façons identiques, avant que les deux ne se tombent dans les bras. Un geste au second degré avec beaucoup d'humour et de sportivité,.

### 2015
L'année 2015 commence mal pour Tommy Robredo qui est contraint d'abandonner, blessé aux adducteurs, au premier tour de l'Open d'Australie alors qu'il menait 3-2 face à Édouard Roger-Vasselin. Il participe ensuite au tournoi de São Paulo où il est éliminé dès son entrée en lice par son compatriote Nicolás Almagro (6-3, 7-6). À Rio, il est défait au second tour par Andreas Haider-Maurer (6-3, 6-2). Il dispute ensuite le tournoi de Bueno Aires en Argentine où il atteint les quarts de finale mais il échoue pour la seconde fois cette année face à Nicolás Almagro (6-3, 6-2).
À Indian Wells, il élimine successivement le Kazakh Andrey Golubev (6-4, 6-7, 6-4) et le Bulgare Grigor Dimitrov (6-4, 1-6, 7-5) mais il est battu par Milos Raonic en huitième de finale (6-3, 6-2). Robredo est alors classé à la 17e place mondiale. Au Masters 1000 de Miami, il affronte au second tour Alexandr Dolgopolov qui le bat (6-7, 6-3, 7-5). Cette défaite prématurée le fait chuter au classement ATP à la 20e place.
À Monte-Carlo, il élimine l'Italien Andreas Seppi et l'Espagnol Marcel Granollers mais il échoue une nouvelle fois en huitièmes face à Milos Raonic (6-3, 3-6, 6-3). Il dispute ensuite le tournoi de Barcelone où il est éliminé par Martin Kližan en quart de finale. À Roland-Garros, il est défait au second tour au terme d'un match très serré de 3 h 48 face au jeune Borna Ćorić 7-5, 3-6, 6-2, 4-6, 6-4.
Robredo commence sa saison sur gazon au Gerry Weber Open où il est éliminé au second tour par Andreas Seppi. À Wimbledon, il est stoppé dès le premier tour par le joueur australien John Millman en trois sets (6-2, 6-3, 6-4).
Il signe son meilleur résultat de la saison à Båstad où il atteint la finale mais il est battu par le Français Benoît Paire (7-6, 6-3) qui remporte ainsi le premier titre ATP de sa carrière.

### 2016 à 2021
En 2016, Robredo commence avec un premier tour passé à l'Open d'Australie en cinq sets. Mené deux manches à un par Malek Jaziri, l'Espagnol remonte un break de retard à 3-5 dans le quatrième set pour ensuite le remporter au jeu décisif 9 points à 7. Il s'impose finalement 8-6 dans la dernière manche et remporte un nouveau marathon, en sauvant une balle de match. Il est battu derrière en trois sets serrés par Milos Raonic. Après Dubaï, Robredo s'absente pendant plusieurs mois à la suite de nouvelles douleurs aux adducteurs. Il revient en fin de saison sur les tournois Challenger.
En 2017, il retourne sur le circuit ATP en février en étant classé 550e mondial et lance sa saison avec une victoire sur Fabio Fognini à Buenos Aires. Il a pourtant du mal à retrouver son niveau à 35 ans. Il réalise certains coups en passant un tour à Miami en battant Nikoloz Basilashvili ou encore un quart de finale à Marrakech en battant Grigor Dimitrov. À Roland-Garros, il arrive à passer un tour en écartant Daniel Evans avant de perdre face à Dimitrov. Sa deuxième partie de saison a lieu en Challenger où il arrive en demi-finale à Milan et Manerbio avant de signer une finale à Alphen où il perd contre Jürgen Zopp. Ses performances lui permettent de terminer l'année dans le top 200 à la 164e place mondiale.
En 2018, le début d'année est très compliqué et si ce n'est une demi-finale au Challenger de Santiago, Robredo n'y arrive pas. Il est tout de même invité à Barcelone où il perd de peu face à Ivo Karlović. Il retrouve finalement le chemin de la victoire à Lisbonne où il remporte un Challenger en battant en finale le jeune Cristian Garín. L'Espagnol reçoit le trophée en larmes, témoignage de son amour encore intact pour son sport. La semaine suivante, il perd au premier tour des qualifications de Roland-Garros face à Simone Bolelli. Sa fin d'été en Challenger est plutôt bonne avec  de la régularité avant de signer un joli coup en se qualifiant pour l'US Open. Il perd au premier tour contre Stéfanos Tsitsipás en réalisant néanmoins un bon match, étant proche de prendre un set au Grec (3-6, 6-7, 4-6). L'ATP le récompense en fin de saison de l'action caritative de l'année pour son association qui vient en aide aux enfants handicapés.
En 2019 il débute avec une défaite en qualification à l'Open d'Australie. Il enchaîne ensuite les performances moyennes mais parvient à prendre un set à Lucas Pouille, demi-finaliste du dernier Open d'Australie, lors du Challenger Bordeaux. Quelques semaines plus tard, il remporte le Challenger de Poznań en battant notamment en finale Rudolf Molleker en remontant un set de retard. L'Allemand, de plus de 18 ans son cadet, venait de le battre au premier tour des qualifications de Roland-Garros. Il devient à plus de 37 ans, l'un des plus vieux vainqueur sur le circuit Challenger. Il enchaîne tout de suite après avec un nouveau titre en Challenger, à Parme cette fois-ci. En finale, il bat Federico Gaio dans la finale la plus longue de la saison en Challenger. Victoire en 3h15 de jeu : 7-6, 5-7, 7-6. Il poursuit à Milan où sa série de 13 victoires de rang prend fin face à Hugo Dellien. Une série qui lui permet de revenir dans le top 200 et d'ainsi pouvoir participer aux qualifications de l'US Open.
En 2020 il joue son dernier grand tournoi du circuit principal à Gstaad.
En octobre 2021, après un échec en avril lors du premier tour des qualifications de l'ATP 500 de Barcelone pour lequel il bénéficié d'une invitation, son dernier match à lieu au Challengers de Barcelone dans son fief Catalan.

### Statistiques, records et performances
Il était membre de l'équipe d'Espagne de Coupe Davis qui remporte le saladier d'argent en 2004, 2008 et 2009. Il n'a été sélectionné et n'a joué que la finale de 2004.
Il a battu plus de 15 joueurs du top 10, dont Lleyton Hewitt no 1 à Roland-Garros en 2003 (4-6, 1-6, 6-3, 6-2, 6-3), Roger Federer à l'US Open en 2013 (7-6, 6-4, 6-3) et Novak Djokovic no 1 à Cincinnati en 2014 (7-6, 7-5).
Tommy Robredo est le seul joueur dans l'histoire de l'ère Open à remporter dans un des tournois du Grand Chelem trois matchs d'affilée en remontant de 2 sets à 0. Il réalise cet exploit lors du tournoi qui signe son retour parmi les meilleurs mondiaux, à Roland-Garros 2013 où il élimine successivement Igor Sijsling au deuxième tour, Gaël Monfils ancien demi-finaliste au troisième tour, et enfin Nicolás Almagro tête de série numéro 11 du tournoi en 1/8 de finale. Le tournoi s’arrête pour lui en quart de finale face au futur finaliste et numéro 5 mondial David Ferrer.

## Palmarès

### En simple messieurs
| 12 titres en simple | 0 G. Chelem | 0 G. Chelem | 0 G. Chelem | 0 G. Chelem | 0 Masters | 0 Masters | 0 Masters   | 0 Masters   | 1 Masters 1000 | 1 Masters 1000 | 1 Masters 1000 | 1 Masters 1000 | 1 ATP 500           | 1 ATP 500           | 1 ATP 500           | 1 ATP 500           | 10 ATP 250          | 10 ATP 250          | 10 ATP 250     | 10 ATP 250     | 0 JO           | 0 JO           | 0 JO           | 0 JO           |
| 12 titres en simple | 1 sur dur   | 1 sur dur   | 1 sur dur   | 1 sur dur   | 1 sur dur | 1 sur dur | 0 sur gazon | 0 sur gazon | 0 sur gazon    | 0 sur gazon    | 0 sur gazon    | 0 sur gazon    | 11 sur terre battue | 11 sur terre battue | 11 sur terre battue | 11 sur terre battue | 11 sur terre battue | 11 sur terre battue | 0 sur moquette | 0 sur moquette | 0 sur moquette | 0 sur moquette | 0 sur moquette | 0 sur moquette |

## Titres en compétition par équipe (5)

### Coupe Davis (3)
Tommy Robredo participe à 3 campagnes victorieuses de l'équipe d'Espagne :
- 2004
  - 1er tour contre la République tchèque (3-2) : victoire contre Radek Štěpánek, défaite en double avec Rafael Nadal.
  - 1/4 de finale contre les Pays-Bas (4-1) : défaite en double avec Rafael Nadal.
  - 1/2 finale contre la France (4-1) : victoire en double avec Rafael Nadal, victoire contre Paul-Henri Mathieu.
  - Finale contre les États-Unis (3-2) : défaite en double avec Juan Carlos Ferrero, défaite contre Mardy Fish.
- 2008
  - 1er tour contre le Pérou (5-0) : victoires contre Iván Miranda et victoire contre Mauricio Echazú.
- 2009
  - 1er tour contre la Serbie (4-1) : défaite en double avec Feliciano López.
  - 1/4 de finale contre l'Allemagne (3-2) : défaite contre Philipp Kohlschreiber.
  - 1/2 finale contre Israël (4-1) : victoire en double avec Feliciano López.

### Hopman Cup (2)
|   | Date       | Nom et lieu du tournoi        | Cat. | ($)           | Surface    | Partenaire          | Finalistes               | Score        |          |
| - | ---------- | ----------------------------- | ---- | ------------- | ---------- | ------------------- | ------------------------ | ------------ | -------- |
| 1 | 29/12/2001 | Hyundai Hopman Cup XIV Perth  | ITF  | 1 000 000 AU$ | Dur (int.) | Arantxa Sánchez     | Monica Seles J. Gambill  | 2 matchs à 1 | Tableau  |
| 2 | 02/01/2010 | Hyundai Hopman Cup XXII Perth | ITF  | 1 000 000 AU$ | Dur (int.) | María José Martínez | Laura Robson Andy Murray | 2 matchs à 1 | Parcours |

## Parcours dans les tournois duGrand Chelem

### En simple
| Année | Open d'Australie | Open d'Australie  | Internationaux de France | Internationaux de France | Wimbledon       | Wimbledon       | US Open         | US Open         |
| ----- | ---------------- | ----------------- | ------------------------ | ------------------------ | --------------- | --------------- | --------------- | --------------- |
| 2000  | Q2               | Fredrik Jonsson   | Q2                       | Nicolas Mahut            | —               | —               | Q1              | Takao Suzuki    |
| 2001  | 1er tour (1/64)  | Arnaud Clément    | 1/8 de finale            | I. Kafelnikov            | 2e tour (1/32)  | Sargis Sargsian | 1/8 de finale   | Andy Roddick    |
| 2002  | 2e tour (1/32)   | F. González       | 3e tour (1/16)           | Andre Agassi             | 1er tour (1/64) | Raemon Sluiter  | 3e tour (1/16)  | Wayne Ferreira  |
| 2003  | 1er tour (1/64)  | Wayne Ferreira    | 1/4 de finale            | Albert Costa             | 3e tour (1/16)  | Andy Roddick    | 1er tour (1/64) | F. Verdasco     |
| 2004  | 1er tour (1/64)  | Gastón Gaudio     | 1/8 de finale            | Carlos Moyà              | 2e tour (1/32)  | Karol Beck      | 1/8 de finale   | Andy Roddick    |
| 2005  | 3e tour (1/16)   | Márcos Baghdatís  | 1/4 de finale            | N. Davydenko             | 1er tour (1/64) | F. Verdasco     | 1/8 de finale   | J. Blake        |
| 2006  | 1/8 de finale    | David Nalbandian  | 1/8 de finale            | Mario Ančić              | 2e tour (1/32)  | Novak Djokovic  | 1/8 de finale   | Mikhail Youzhny |
| 2007  | 1/4 de finale    | Roger Federer     | 1/4 de finale            | Roger Federer            | 2e tour (1/32)  | Wayne Arthurs   | 3e tour (1/16)  | Ernests Gulbis  |
| 2008  | 2e tour (1/32)   | Mardy Fish        | 3e tour (1/16)           | Radek Štěpánek           | 2e tour (1/32)  | Tommy Haas      | 1/8 de finale   | Novak Djokovic  |
| 2009  | 1/8 de finale    | Andy Roddick      | 1/4 de finale            | J. M. del Potro          | 3e tour (1/16)  | Dudi Sela       | 1/8 de finale   | Roger Federer   |
| 2010  | 1er tour (1/64)  | Santiago Giraldo  | 1er tour (1/64)          | Viktor Troicki           | 1er tour (1/64) | Peter Luczak    | 1/8 de finale   | Mikhail Youzhny |
| 2011  | 1/8 de finale    | Roger Federer     | —                        | —                        | 1er tour (1/64) | Lu Yen-hsun     | —               | —               |
| 2012  | —                | —                 | —                        | —                        | —               | —               | 2e tour (1/32)  | Leonardo Mayer  |
| 2013  | 1er tour (1/64)  | Jesse Levine      | 1/4 de finale            | David Ferrer             | 3e tour (1/16)  | Andy Murray     | 1/4 de finale   | Rafael Nadal    |
| 2014  | 1/8 de finale    | S. Wawrinka       | 3e tour (1/16)           | John Isner               | 1/8 de finale   | Roger Federer   | 1/8 de finale   | S. Wawrinka     |
| 2015  | 1er tour (1/64)  | É. Roger-Vasselin | 2e tour (1/32)           | Borna Ćorić              | 1er tour (1/64) | John Millman    | 3e tour (1/16)  | Benoît Paire    |
| 2016  | 2e tour (1/32)   | Milos Raonic      | —                        | —                        | —               | —               | —               | —               |
| 2017  | —                | —                 | 2e tour (1/32)           | Grigor Dimitrov          | —               | —               | —               | —               |
| 2018  | —                | —                 | Q1                       | Simone Bolelli           | —               | —               | 1er tour (1/64) | S. Tsitsipás    |
| 2019  | Q1               | J. I. Londero     | Q1                       | Rudolf Molleker          | —               | —               | Q2              | Kamil Majchrzak |
| 2020  | —                | —                 | Q2                       | Jason Jung               | Annulé          | Annulé          | —               | —               |
| 2021  | Q1               | Antoine Hoang     | Q1                       | Quentin Halys            | Q1              | Tomáš Macháč    | —               | —               |

N.B. : à droite du résultat se trouve le nom de l'ultime adversaire.

### En double
| Année | Open d'Australie                                                                       | Open d'Australie                                                                | Internationaux de France                                                              | Internationaux de France                                                              | Wimbledon                                                                                 | Wimbledon                                                                         | US Open                                                                     | US Open |
| ----- | -------------------------------------------------------------------------------------- | ------------------------------------------------------------------------------- | ------------------------------------------------------------------------------------- | ------------------------------------------------------------------------------------- | ----------------------------------------------------------------------------------------- | --------------------------------------------------------------------------------- | --------------------------------------------------------------------------- | ------- |
| 2002  | 1er tour (1/32) J. Balcells \|\| style="text-align:left;" \| M. Bertolini C. Brandi    | —                                                                               | —                                                                                     | 1er tour (1/32) J. C. Ferrero \|\| style="text-align:left;" \| M. García Luis Lobo    | —                                                                                         | —                                                                                 |                                                                             |         |
| 2003  | 1/4 de finale A. Portas \|\| style="text-align:left;" \| M. Knowles D. Nestor          | 1er tour (1/32) A. Portas \|\| style="text-align:left;" \| Bob Bryan Mike Bryan | 1er tour (1/32) A. Portas \|\| style="text-align:left;" \| J. Eagle J. Palmer         | 1er tour (1/32) A. Portas \|\| style="text-align:left;" \| J. Björkman T. Woodbridge  |                                                                                           |                                                                                   |                                                                             |         |
| 2004  | 1/8 de finale R. Nadal \|\| style="text-align:left;" \| W. Black K. Ullyett            | —                                                                               | —                                                                                     | 1er tour (1/32) J. I. Carrasco \|\| style="text-align:left;" \| R. Sluiter M. Verkerk | 1/2 finale R. Nadal \|\| style="text-align:left;" \| L. Paes David Rikl                   |                                                                                   |                                                                             |         |
| 2005  | —                                                                                      | —                                                                               | —                                                                                     | —                                                                                     | 1er tour (1/32) Á. López Morón \|\| style="text-align:left;" \| J. Landsberg R. Söderling | —                                                                                 | —                                                                           |         |
| 2006  | —                                                                                      | —                                                                               | —                                                                                     | —                                                                                     | 1er tour (1/32) David Ferrer \|\| style="text-align:left;" \| W. Arthurs J. Gimelstob     | —                                                                                 | —                                                                           |         |
| 2007  | —                                                                                      | —                                                                               | —                                                                                     | —                                                                                     | 1er tour (1/32) M. Granollers \|\| style="text-align:left;" \| J. Levinský David Škoch    | —                                                                                 | —                                                                           |         |
| 2008  | —                                                                                      | —                                                                               | —                                                                                     | —                                                                                     | —                                                                                         | —                                                                                 | 1/2 finale S. Roitman \|\| style="text-align:left;" \| Bob Bryan Mike Bryan |         |
| 2009  | 1/8 de finale N. Lapentti \|\| style="text-align:left;" \| M. Bhupathi M. Knowles      | 1/4 de finale Marc López \|\| style="text-align:left;" \| Bob Bryan Mike Bryan  | —                                                                                     | —                                                                                     | 2e tour (1/16) M. Granollers \|\| style="text-align:left;" \| Lu Yen-hsun Dudi Sela       |                                                                                   |                                                                             |         |
| 2010  | 2e tour (1/16) M. Granollers \|\| style="text-align:left;" \| J. Brunström J.-J. Rojer | 1er tour (1/32) M. Granollers \|\| style="text-align:left;" \| S. Huss André Sá | 1/4 de finale M. Granollers \|\| style="text-align:left;" \| R. Lindstedt Horia Tecău | 1/2 finale M. Granollers \|\| style="text-align:left;" \| Bob Bryan Mike Bryan        |                                                                                           |                                                                                   |                                                                             |         |
| 2011  | 1/8 de finale M. Granollers \|\| style="text-align:left;" \| M. Bhupathi L. Paes       | —                                                                               | —                                                                                     | 1/8 de finale M. Granollers \|\| style="text-align:left;" \| A. Clément L. Dlouhý     | —                                                                                         | —                                                                                 |                                                                             |         |
| 2012  | —                                                                                      | —                                                                               | —                                                                                     | —                                                                                     | —                                                                                         | —                                                                                 | —                                                                           | —       |
| 2013  | —                                                                                      | —                                                                               | 1er tour (1/32) P. Andújar \|\| style="text-align:left;" \| J. Benneteau N. Zimonjić  | —                                                                                     | —                                                                                         | 2e tour (1/16) A. Montañés \|\| style="text-align:left;" \| D. Nestor V. Pospisil |                                                                             |         |
| 2014  | —                                                                                      | —                                                                               | —                                                                                     | —                                                                                     | —                                                                                         | —                                                                                 | —                                                                           | —       |
| 2015  | —                                                                                      | —                                                                               | —                                                                                     | —                                                                                     | —                                                                                         | —                                                                                 | —                                                                           | —       |
| 2016  | —                                                                                      | —                                                                               | —                                                                                     | —                                                                                     | —                                                                                         | —                                                                                 | —                                                                           | —       |
| 2017  | —                                                                                      | —                                                                               | 1/8 de finale D. Marrero \|\| style="text-align:left;" \| J. S. Cabal Robert Farah    | —                                                                                     | —                                                                                         | —                                                                                 | —                                                                           |         |

N.B. : le nom du ou de la partenaire se trouve sous le résultat ; les noms des ultimes adversaires se trouvent à droite.

### En double mixte
| Année | Open d'Australie         | Open d'Australie        | Internationaux de France | Internationaux de France | Wimbledon                      | Wimbledon                | US Open | US Open |
| ----- | ------------------------ | ----------------------- | ------------------------ | ------------------------ | ------------------------------ | ------------------------ | ------- | ------- |
| 2009  | 1/2 finale Anabel Medina | Nathalie Dechy Andy Ram | —                        | —                        | —                              | —                        | —       | —       |
| 2010  | —                        | —                       | —                        | —                        | 1er tour (1/32) M-È. Pelletier | M. Niculescu Horia Tecău | —       | —       |

N.B. : le nom de la partenaire se trouve sous le résultat ; les noms des ultimes adversaires se trouvent à droite.

## Parcours auxMasters
| Année | Lieu     | Résultat    | Tour | Adversaires                                | Victoire / Défaite | Scores                                 |
| ----- | -------- | ----------- | ---- | ------------------------------------------ | ------------------ | -------------------------------------- |
| 2006  | Shanghai | Round Robin | RR   | James Blake Rafael Nadal Nikolay Davydenko | Victoire Défaite   | 6-2, 3-6, 7-5 62-7, 2-6 68-7, 6-3, 1-6 |

## Parcours dans lesMasters 1000
| Année | Indian Wells                  | Miami                     | Monte-Carlo                 | Rome                       | Hambourg puis Madrid     | Canada                    | Cincinnati               | Stuttgart puis Madrid puis Shanghai | Paris                      |
| ----- | ----------------------------- | ------------------------- | --------------------------- | -------------------------- | ------------------------ | ------------------------- | ------------------------ | ----------------------------------- | -------------------------- |
| 2001  | —                             | —                         | —                           | —                          | —                        | —                         | —                        | 1er tour S. Koubek                  | 1er tour A. Vinciguerra    |
| 2002  | 1er tour Tim Henman           | 2e tour I. Kafelnikov     | 1er tour Marat Safin        | 1/4 de finale A. Roddick   | 1/2 finale Marat Safin   | 2e tour D. Nalbandian     | 1/8 de finale W. Arthurs | 2e tour Jiří Novák                  | 2e tour T. Johansson       |
| 2003  | 1/8 de finale B. Vahaly       | 2e tour F. Squillari      | 1/8 de finale Carlos Moyà   | 1/8 de finale R. Federer   | 2e tour M. Zabaleta      | 1/8 de finale R. Federer  | 1er tour P.-H. Mathieu   | 2e tour Mardy Fish                  | 1/8 de finale A. Roddick   |
| 2004  | 2e tour À. Corretja           | 1/8 de finale Carlos Moyà | 1er tour I. Ljubičić        | 2e tour I. Karlović        | 1/8 de finale G. Coria   | 2e tour J. I. Chela       | 1/2 finale L. Hewitt     | 1/4 de finale A. Agassi             | 2e tour J. Melzer          |
| 2005  | 1/8 de finale Tim Henman      | 3e tour Jiří Novák        | —                           | 1er tour J. Benneteau      | 1/8 de finale R. Federer | 1/8 de finale G. Gaudio   | 2e tour J. Acasuso       | 1/8 de finale R. Nadal              | 1/4 de finale I. Ljubičić  |
| 2006  | 3e tour J. Blake              | 2e tour N. Massú          | 1/4 de finale G. Gaudio     | 1er tour G. Rusedski       | Victoire R. Štěpánek     | 2e tour J. Acasuso        | 1/2 finale J. C. Ferrero | 1/8 de finale R. Ginepri            | 1/2 finale N. Davydenko    |
| 2007  | 2e tour G. Simon              | 1/4 de finale G. Cañas    | 1/8 de finale T. Berdych    | 1/4 de finale N. Davydenko | 2e tour N. Almagro       | 2e tour D. Hrbatý         | 2e tour J. Nieminen      | 2e tour J. M. del Potro             | 1/4 de finale M. Baghdatís |
| 2008  | 3e tour I. Ljubičić           | 2e tour Dudi Sela         | 1/8 de finale D. Nalbandian | 1/4 de finale A. Roddick   | 2e tour I. Karlović      | 2e tour Marin Čilić       | 2e tour R. Söderling     | 2e tour A. Roddick                  | 2e tour F. Verdasco        |
| 2009  | 1/8 de finale A. Murray       | 3e tour Taylor Dent       | 2e tour Juan Mónaco         | 1/8 de finale N. Djokovic  | 1/8 de finale A. Murray  | 2e tour P. Petzschner     | 1er tour J. Chardy       | 1/8 de finale R. Nadal              | 1/8 de finale R. Nadal     |
| 2010  | 1/4 de finale A. Roddick      | 3e tour Be. Becker        | 1/8 de finale D. Nalbandian | —                          | —                        | 2e tour D. Nalbandian     | 1er tour M. Berrer       | 2e tour T. Berdych                  | —                          |
| 2011  | 1/4 de finale J. M. del Potro | —                         | 1/8 de finale V. Troicki    | —                          | —                        | —                         | —                        | 2e tour N. Almagro                  | —                          |
| 2012  | —                             | —                         | —                           | —                          | —                        | —                         | —                        | 2e tour Tommy Haas                  | —                          |
| 2013  | 1er tour M. Matosevic         | —                         | —                           | —                          | 2e tour Tommy Haas       | —                         | 1/8 de finale T. Berdych | 2e tour F. Fognini                  | —                          |
| 2014  | 3e tour Marin Čilić           | 1/8 de finale N. Djokovic | 1/8 de finale M. Raonic     | 2e tour Kohlschreiber      | 1er tour Bautista-Agut   | 1/8 de finale G. Dimitrov | 1/4 de finale D. Ferrer  | 1er tour M. Kukushkin               | 2e tour K. Nishikori       |
| 2015  | 1/8 de finale M. Raonic       | 2e tour A. Dolgopolov     | 1/8 de finale M. Raonic     | —                          | —                        | 2e tour A. Murray         | 1/8 de finale T. Berdych | 1er tour J.-W. Tsonga               | —                          |
| 2016  | —                             | —                         | —                           | —                          | —                        | —                         | —                        | —                                   | —                          |
| 2017  | 1er tour K. Khachanov         | 2e tour Sam Querrey       | 1er tour G. Müller          | —                          | 1er tour N. Almagro      | —                         | —                        | —                                   | —                          |

N.B. : sous le résultat se trouve le nom de l’ultime adversaire.

## Victoires sur le top 10
Toutes ses victoires sur des joueurs classés dans le top 10 de l'ATP lors de la rencontre.
| Légende         |
| --------------- |
| Grand Chelem    |
| Masters         |
| Jeux olympiques |
| Masters 1000    |
| 500 Series      |
| 250 Series      |
| Coupe Davis     |

| #  | T.R.  | Tournoi          | Année | Surface      | Adversaire          | Rang  | Tour   | Score                     |
| -- | ----- | ---------------- | ----- | ------------ | ------------------- | ----- | ------ | ------------------------- |
| 1  | no 39 | US Open          | 2001  | Dur          | Juan Carlos Ferrero | no 5  | 1/16   | 7-65, 4-6, 6-4, 4-6, 7-61 |
| 2  | no 35 | Hambourg         | 2002  | Terre battue | Sébastien Grosjean  | no 10 | 1/16   | 7-5, 7-5                  |
| 3  | no 35 | Hambourg         | 2002  | Terre battue | Tommy Haas          | no 2  | 1/8    | 6-4, 6-4                  |
| 4  | no 34 | Dubaï            | 2003  | Dur          | Marat Safin         | no 7  | 1/8    | 7-5, 4-6, 7-63            |
| 5  | no 31 | Roland-Garros    | 2003  | Terre battue | Lleyton Hewitt      | no 1  | 1/16   | 4-6, 1-6, 6-3, 6-2, 6-3   |
| 6  | no 27 | Cincinnati       | 2004  | Dur          | Juan Carlos Ferrero | no 7  | 1/16   | 7-65, 4-6, 6-4            |
| 7  | no 15 | Estoril          | 2005  | Terre battue | Carlos Moyà         | no 9  | 1/2    | 6-3, 3-0 ab.              |
| 8  | no 16 | Roland-Garros    | 2005  | Terre battue | Marat Safin         | no 4  | 1/8    | 7-5, 1-6, 6-1, 4-6, 8-6   |
| 9  | no 21 | Cincinnati       | 2005  | Dur          | Gastón Gaudio       | no 8  | 1/32   | 2-6, 6-3, 6-3             |
| 10 | no 19 | Monte-Carlo      | 2006  | Terre battue | David Nalbandian    | no 3  | 1/8    | 5-7, 6-1, 7-5             |
| 11 | no 9  | Båstad           | 2006  | Terre battue | Nikolay Davydenko   | no 5  | Finale | 6-2, 6-1                  |
| 12 | no 7  | Cincinnati       | 2006  | Dur          | Ivan Ljubičić       | no 3  | 1/4    | 7-66, 6-2                 |
| 13 | no 6  | Masters          | 2006  | Dur (int.)   | James Blake         | no 8  | Poules | 6-2, 3-6, 7-5             |
| 14 | no 16 | Rome             | 2008  | Terre battue | Nikolay Davydenko   | no 4  | 1/8    | 4-6, 6-2, 7-64            |
| 15 | no 17 | Båstad           | 2008  | Terre battue | David Ferrer        | no 4  | 1/2    | 2-6, 6-1, 6-2             |
| 16 | no 36 | Båstad           | 2010  | Terre battue | Fernando Verdasco   | no 10 | 1/4    | 6-4, 6-3                  |
| 17 | no 29 | Monte-Carlo      | 2011  | Terre battue | Fernando Verdasco   | no 8  | 1/16   | 6-4, 6-3                  |
| 18 | no 43 | Barcelone        | 2013  | Terre battue | Tomáš Berdych       | no 6  | 1/8    | 3-6, 7-65, 6-3            |
| 19 | no 23 | Cincinnati       | 2013  | Dur          | Stanislas Wawrinka  | no 9  | 1/16   | 7-5, 3-6, 6-3             |
| 20 | no 22 | US Open          | 2013  | Dur          | Roger Federer       | no 7  | 1/8    | 7-63, 6-3, 6-4            |
| 21 | no 18 | Open d'Australie | 2014  | Dur          | Richard Gasquet     | no 9  | 1/16   | 2-6, 7-5, 6-4, 7-66       |
| 22 | no 20 | Cincinnati       | 2014  | Dur          | Novak Djokovic      | no 1  | 1/8    | 7-66, 7-5                 |

## Classements ATP en fin de saison
| Année          | 1999 | 2000 | 2001 | 2002 | 2003 | 2004 | 2005 | 2006 | 2007 | 2008 | 2009 | 2010 | 2011 | 2012 | 2013 | 2014 | 2015 | 2016 | 2017 | 2018 | 2019 | 2020 |
| Rang en simple | -    | 131  | 30   | 30   | 21   | 13   | 20   | 7    | 10   | 21   | 16   | 50   | 51   | 115  | 18   | 17   | 42   | 362  | 164  | 213  | 205  | 224  |
| Rang en double | 346  | 223  | 151  | 156  | 63   | 34   | 79   | 244  | -    | 33   | 20   | 34   | 89   | -    | 184  | 568  | 253  | 501  | 196  | 667  |      |      |

Source : (en) Classements de Tommy Robredo sur le site officiel de la Fédération internationale de tennis